# 249515 Heinrichsen
249515 Heinrichsen este un asteroid din centura principală de asteroizi.

## Descriere
249515 Heinrichsen este un asteroid din centura principală de asteroizi. A fost descoperit pe 12 februarie 2010 în Statele Unite, în cadrul programului WISE. Asteroidul prezintă o orbită caracterizată de o semiaxă mare de 2,68 ua, o excentricitate de 0,13 și o înclinație de 12,2° în raport cu ecliptica.